# Ушеренко, Абрам Борисович
Абрам Борисович Ушеренко (29.06.1899 — 23.10.1938) — советский партийный деятель.
Родился в слободе Ольшанка Новооскольского уезда Киевской губернии в семье грузчика на мельницах.
Член РСДРП с августа 1916 года, большевик.
Образование: окончил начальное городское училище в Екатеринославе (1911) и Коммунистический университет имени Свердлова (1924).
Послужной список:
- сентябрь 1911 — май 1913 ученик слесаря, слесарь слесарно-механических мастерских Левитина (Екатеринослав).
- май 1913 — июнь 1916 слесарь чугунолитейного механического завода Южного товарищества «Труд»,
- июнь 1916 — март 1918 слесарь завода Краймана.
- март-июнь 1918 служба в РККА.
- июнь 1918 — февраль 1919 слесарь завода Южного товарищества «Труд».
- февраль-май 1919 член коллегии и зав. отделом снабжения Екатеринославского губздрава.
- с июня 1919 по январь 1920 член нелегального губкома и губревкома.
- январь-октябрь 1920 секретарь Екатеринославского горрайкома КП(б)У.
- октябрь 1920 — февраль 1921 зав. конфликтно-следственным отделом губкома КП(б)У.
- февраль-май 1921 уполномоченный по Закордонному бюро политсекции Юго-Западного фронта при 13-й армии.
- май 1921 — август 1924 студент Коммунистического университета им. Свердлова в Москве.
- сентябрь 1924 — август 1925 зав. орготделом Ачинского укома ВКП(б) в Енисейской губернии.
- с августа 1925 по март 1927 инструктор, с марта 1927 по январь 1929 зам. зав. орготделом Краснопресненского райкома ВКП(б) г. Москвы.
- январь 1929 — март 1931 секретарь 2-го Воронежского горрайкома ВКП(б).
- март-сентябрь 1931 парторг ЦК ВКП(б) управления Юго-Восточной ж.д.
- сентябрь 1931 — июль 1933 секретарь обкома ВКП(б) по транспорту Центрально-Чернозёмной области.
- июль 1933 — июнь 1934 начальник политотдела Московско-Курской ж.д. (Москва).
- июнь 1934 — июль 1935 2-й секретарь Курского обкома ВКП(б).
- июль 1935 — март 1937 1-й секретарь Астраханского горкома ВКП(б).

Делегат XVII съезда ВКП(б).
Арестован 17 мая 1937 года. Выездной сессией ВК ВС СССР в Курской области 23 октября (по другим данным, 21 октября) 1938 года приговорен к ВМН по статьям 58-7, 58-8, 58-11 УК РСФСР, в тот же день расстрелян.
Реабилитирован определением ВКВС СССР 16 мая 1956.